# جوناثان (لاعب كرة قدم مواليد 1995)
جوناثان هو لاعب كرة قدم برازيلي في مركز الدفاع، ولد في 4 أبريل 1995 في غويانيا في البرازيل. لعب مع FC Stal Kamianske ‏.

## وصلات خارجية
- جوناثان (لاعب كرة قدم مواليد 1995) على موقع قاعدة بيانات كرة القدم.إي يو (الإنجليزية)
- جوناثان (لاعب كرة قدم مواليد 1995) على موقع Soccerway.com (الإنجليزية)